# 雲南定遠縣知縣列表
明清时县以定远名者三，云南定远、重庆定远、安徽定远。本条目专为云南定远而作。另云南定远自民国三年改称牟定。

## 清朝
李彬（四川绥阳选贡顺治十六年委署）-黄朝彦-李鼎-田元凯-曹振邦-王芝裕-袁乃湔-陈继度-张彦绅(康熙定远县志纂修者)-陈士炯-孙尔振-吴道来-唐世梁-杨登-王曰宽-沈堂-马德至-梁松龄-彭如璋-李堂-倪存谟-宋若霖-屠可堂-高其人-杨文光-游永平-钟作肃-边常伯-吴楷-王秉韬-王师泰-张宗义-杨奎-朱必坊-钟声峻-谢洪恩-谢锡位-盖天祥-郭士衡-朱章-顾嘉颖-方裕曾-黄楷-史褒-曾际平-王之杲-王笃庆-黄会中-叶立笙-黄华-曹镐-赵秉清-郑钟萼-许应元-孙仲正-谢体仁-杨晋春-杨玉书-吴兆棠-傅守定-赵发-谭人瑞-何贻谋-谈淳-邵世培-李德生（道光定远县志纂修者，嘉庆二十四年乙卯恩科进士，河南南阳镇平人，道光十三年任）